# Lateinisch-deutsches und deutsch-lateinisches Handwörterbuch

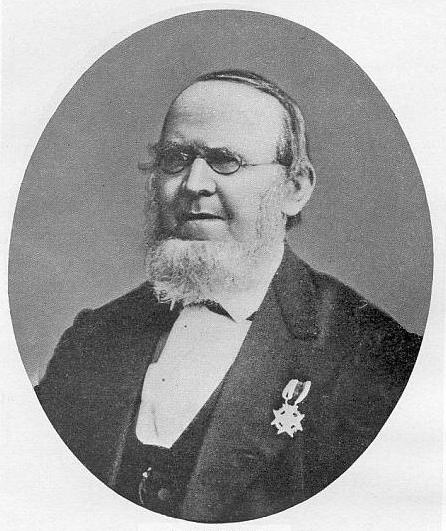
Karl Ernst Georges prägte das Lateinisch-deutsche und deutsch-lateinisch Handwörterbuch im zweiten Drittel des 19. Jahrhunderts maßgeblich.

Das Lateinisch-deutsche und deutsch-lateinische Handwörterbuch ist ein Latein-Wörterbuch, das von 1826 bis 1862 zunächst von Georg Heinrich Lünemann und dann von Karl Ernst Georges bearbeitet wurde. Es erschien – mit etwas verändertem Titel – immer wieder in Neuauflagen, zuletzt 2013.
In der Neuen Deutschen Biographie wurde es 1964 als „bis heute noch […] unentbehrliches Standardwerk“ bezeichnet.

## Geschichte

### Überblick
Das Wörterbuch erschien erstmals 1826 (zur Vorgeschichte siehe: Lateinisch-deutsches und deutsch-lateinisches Handlexicon – beachte die terminologische Nuance „Handlexicon“ versus „Handwörterbuch“!).
Nach 1862 wurde dem Titel das Adjektiv Ausführliches vorangestellt, aber Georges blieb weiterhin der Bearbeiter und die Auflagenzählung wurde kontinuierlich fortgesetzt.
Eine weitere Zäsur in der Geschichte der Wörterbuchs trat mit dem Tod von Karl Ernst Georges (1895) ein. Es dauerte dann von der siebenten Auflage (unter der Ägide Georges’) 1879–1882 fast ein Vierteljahrhundert, bis der jüngere seiner beiden Söhne, Heinrich Georges, 1913 eine achte Auflage – allerdings ausschließlich des lateinisch-deutschen Teils – herausbrachte, womit der alte Titel nun hinfällig wurde. Eine weitere – von verschiedener Seite kritisierte – Neubearbeitung des lateinisch-deutschen Teils erschien hundert Jahre später, 2013.

### 1826: Vom „Handlexikon vornehmlich für Schulen“ zum „Handwörterbuch“
1826 führte Lünemann den neuen Titel Georg Heinr. Lünemann’s lateinisch-deutsches und deutsch-lateinisches Handwörterbuch. Imm[anuel] Joh[ann] Gerh[ard] Schellers Anlage neu bearbeitet ein.
Bis dahin firmierte das Wörterbuch zuletzt als Imm. Joh. Gerh. Schellers Lateinisch-deutsches und deutsch-lateinisches Handlexikon [vor 1822 mit „c“ – statt „k“ – geschrieben] vornehmlich für Schulen von neuem durchgesehen, verbessert und vermehrt von G. H. Lünemann.

### 1831: Erste Auflage nach dem Tod von Lünemann
Schon die nächste Ausgabe erlebte Lünemann nicht mehr; er starb 1830. Bis dahin hatte er die Stichwörter bis zum Anfangsbuchstaben „S-/s-“ bearbeitet. Bereits 1828 war Karl Ernst Georges (als ca. 22-Jähriger) in die Bearbeitung des Wörterbuches eingestiegen.
Die neue Auflage erschien dann 1831, bevorwortet und quasi-herausgegeben – wenn auch nicht ausdrücklich als Herausgeber bezeichnet – von Georg Friedrich Grotefend, dem Entzifferer der Keilschrift. Georges findet in dem lateinisch-deutschen Teil des Wörterbuchs aber keine namentliche Erwähnung; tatsächlich war Georges bis zum Tod von Lünemann vor allem auf das Korrektorat sowie das Anbringen von Zusätzen, die in Klammern gesetzt wurden, beschränkt.
Auch Georges selber zählte später erst die nächste – nämlich 1837/38 erschienene – Auflage des lateinisch-deutschen Teils als seine erste eigene.
Dagegen konnte Georges den ersten Band des deutsch-lateinischen Teil bereits 1831 unter seinem Namen veröffentlichen; 1833 folgte der zweite Band; mit diesem Werk wurde er zum Dr. phil. promoviert.

### 1837: Karl Ernst Georges tritt auch im lateinisch-deutschen Teil namentlich in Erscheinung
1837 (A–J) und 1838 (K–Z) erschien dann die o. g. nächste Auflage des lateinisch-deutschen Teils, die nunmehr Georges als Bearbeiter auswies. 1839 erfolgte die nächste Auflage des deutsch-lateinischen Teils.

### 1861: Letzte Auflage unter dem alten Titel
Nach mehreren weiteren Auflagen folgte 1861/1862 die letzte Auflage ohne den Zusatz Ausführliches im Buchtitel.

### 1879–1882: Letzte Auflage zu Lebzeiten von Karl Ernst Georges
Die zweite Auflage mit dem Titelzusatz Ausführliches und zugleich die letzte Auflage sowohl mit einem lateinisch-deutschen als auch deutsch-lateinischen Teil erschien 1879/1880.
Die weitere Werkgeschichte (ab 1913) wird daher unter dem separaten Lemma Ausführliches lateinisch-deutsches Handwörterbuch dargestellt.

## Statistisches
Tabelle 1: Umfang des lateinisch-deutschen Teils des Handwörterbuchs in verschiedenen Auflagen (Auswahl)
| Lünemann          | Grotefend (anonym: Georges) | Georges                    | Georges                        | Georges                         | Georges                            |
| ----------------- | --------------------------- | -------------------------- | ------------------------------ | ------------------------------- | ---------------------------------- |
| HWb6 Leipzig 1826 | HWb7 Leipzig 1831           | HWb8 (bzw. 1) Leipzig 1837 | HWb12 (bzw. 5) Leipzig 1861/62 | A. HWb.13 (bzw. 6) Leipzig 1869 | A. HWb.14 (bzw. 7) Leipzig 1879/80 |
| 1747 Seiten       | 1732 Seiten                 | 1877 Seiten                | 2112 Seiten                    | 2468 Seiten                     | ≤ 3060 Seiten                      |

Abkürzungen: HWb. = Handwörterbuch; A. HWb. = Ausführliches Handwörterbuch.
Anmerkung: Berücksichtigt sind jeweils ausschließlich die lateinisch-deutschen Teile. Die hochgestellten Zahlen bezeichnen die jeweilige Auflage. Soweit zwei Zahlen hochgestellt sind, so betrifft die erste alle von Lünemann und Georges bearbeiteten Auflagen und die zweite die Auflagen, für die Georges namentlich verantwortlich zeichnete.
In der Tat sind die Ausgaben des Handwörterbuches, die als ausführliche bezeichnet wurden, also deutlich umfangreicher als die vorhergehenden – ohne allerdings an den Umfang der dritten Auflage von Immanuel Johann Gerhard Schellers Ausführlichem und möglichst vollständigen lateinisch-deutschen Lexicon oder Wörterbuch von 1804 (über 12.000 Spalten; das heißt: über 6.000 Seiten) heranzureichen.
Tabelle 2: Erscheinungsjahre und Auflagenzählung der Ausgaben, an denen Ausgaben Karl Ernst Georges allein oder mitbeteiligt war
| Lateinisch-deutscher Theil | Lateinisch-deutscher Theil                                 | Lateinisch-deutscher Theil                         | Dt.-Lat.            | Dt.-Lat.                                                   | Dt.-Lat.                                           |
| -------------------------- | ---------------------------------------------------------- | -------------------------------------------------- | ------------------- | ---------------------------------------------------------- | -------------------------------------------------- |
| Erscheinungsjahr(e)        | unter Einschluss der vorhergehenden Lünemannschen Ausgaben | ausschließlich die Ausgaben von Karl Ernst Georges | Erscheinungsjahr(e) | unter Einschluss der vorhergehenden Lünemannschen Ausgaben | ausschließlich die Ausgaben von Karl Ernst Georges |
| 1831                       | 7                                                          | ---                                                | 1831/1833           | [7]                                                        | ohne Auflagen-Nummer                               |
| 1837/1838                  | 8                                                          | [1]                                                | 1839                | [8]                                                        | 2                                                  |
| 1843                       | 9                                                          | [2]                                                | 1843                | [9]                                                        | 3                                                  |
| 1848                       | 10                                                         | 3                                                  | ---                 | ---                                                        | ---                                                |
| 1855                       | 11                                                         | 4                                                  | 1853/1858           | [10]                                                       | 4                                                  |
| 1861/1862                  | 12                                                         | 5                                                  | 1861                | [11]                                                       | 5                                                  |
| 1869                       | [13]                                                       | 6                                                  | 1870                | [12]                                                       | 6                                                  |
| 1879/1880                  | [14]                                                       | 7                                                  | 1882                | [13]                                                       | 7                                                  |

Anmerkung: Im deutsch-lateinischen Teil hatte Georges nie die Lünemannsche Auflagenzählung fortgesetzt; im lateinisch-deutschen Teil ließ er sie seit Einführung des Titelzusatzes Ausführliches weg. Die im Druck nicht genannten Auflagenzahlen sind in der Tabelle in eckige Klammern gesetzt.
Quellen: Für die Erscheinungsjahre 1831, 1837–39, 1861/62 und 1879–82: wie in den Fußnoten zum Artikeltext bzw. zu Tabelle 1 angegeben; für die restlichen Angaben siehe Richard Wolf.

## Hinweis
Nicht immer ist den einzelnen Bänden im Druck ein Titelblatt für das Gesamtwerk vorangestellt worden. Zusammen damit, dass beide Teile auch jeweils für sich als Lateinisch-deutsches bzw. und Deutsch-lateinisches Handwörterbuch bezeichnet wurden – also nicht immer als Teile des Gesamtwerkes erkennbar sind –, können leicht Missverständnisse entstehen.